# Darío Aimar
Darío Javier Aimar Álvarez (ur. 5 stycznia 1995 w Quinindé) – ekwadorski piłkarz występujący na pozycji środkowego obrońcy, obecnie zawodnik Barcelony SC.

## Kariera klubowa
Aimar jest wychowankiem akademii juniorskiej stołecznego klubu Deportivo Quito. Odszedł z niej w wieku szesnastu lat, aby przez kolejne kilka sezonów reprezentować barwy trzecioligowych klubów – kolejno CSCD Brasilia i LDE 1° de Mayo – w regionalnych rozgrywkach młodzieżowych. Pierwszy profesjonalny kontrakt podpisał w styczniu 2014 z LDU Loja, gdzie kilka miesięcy później za kadencji trenera Diego Ochoi zadebiutował w ekwadorskiej Serie A, 1 listopada 2014 w zremisowanym 1:1 spotkaniu z Mushuc Runa. Początkowo pełnił jednak rolę rezerwowego i sytuacja ta nie uległa zmianie również po przyjściu nowego trenera Julio Césara Toresaniego. Dopiero szkoleniowiec Geovanny Cumbicus mocniej postawił na zdolnego dwudziestolatka, który premierowego gola w lidze strzelił 20 listopada 2015 w wygranej 2:1 konfrontacji z Deportivo Cuenca. Mimo udanych występów, na koniec sezonu 2015 spadł jednak z LDU do drugiej ligi.
W styczniu 2016 (bezpośrednio po relegacji LDU) Aimar przeszedł do krajowego giganta – zespołu Barcelona SC z miasta Guayaquil. Tam mimo stosunkowo młodego wieku z miejsca został kluczowym graczem ekipy i już w sezonie 2016 zdobył z Barceloną tytuł mistrza Ekwadoru. W taktyce trenera Guillermo Almady stworzył wówczas podstawowy duet stoperów z Anderssonem Ordóñezem i w oficjalnym plebiscycie został wybrany do najlepszej jedenastki rozgrywek.

## Kariera reprezentacyjna
W seniorskiej reprezentacji Ekwadoru Aimar zadebiutował za kadencji selekcjonera Gustavo Quinterosa, 22 lutego 2017 w wygranym 3:1 meczu towarzyskim z Hondurasem.